# Tigrigra
Tigrigra (franska: Tigrigra (CR), Tigrigra (Commune Rurale), arabiska: سيدي المخفي) är en kommun i Marocko.   Den ligger i provinsen Ifrane och regionen Fès-Meknès, i den nordöstra delen av landet, 150 km öster om huvudstaden Rabat. Antalet invånare är 10 849.